# Xallıcalı
Xallıcalı är en ort i Azerbajdzjan.   Den ligger i distriktet Masallı Rayonu, i den sydöstra delen av landet, 180 km sydväst om huvudstaden Baku. Antalet invånare är 738.
Terrängen runt Xallıcalı är mycket platt. Närmaste större samhälle är Arkewan, 11,2 km sydväst om Xallıcalı.
Trakten runt Xallıcalı består till största delen av jordbruksmark. Runt Xallıcalı är det ganska tätbefolkat, med 185 invånare per kvadratkilometer.